# Cep (Jindřichův Hradec-i járás)
Cep település Csehországban, a Jindřichův Hradec-i járásban. Cep Jílovice, Hrachoviště, Hamr, Suchdol nad Lužnicí, Třeboň és Majdalena településekkel határos. Lakosainak száma 187 fő (2024. január 1.).

## Népesség
A település lakosságának változását az alábbi diagram mutatja:
| Lakosok száma | 495  | 506  | 517  | 328  | 194  | 178  | 193  | 196  | 182  | 187  |
|               | 1869 | 1890 | 1921 | 1950 | 1980 | 2001 | 2017 | 2019 | 2022 | 2024 |